# Gandiaye
Gandiaye ist eine Stadt im Département Kaolack der Region Kaolack, gelegen im zentralen Senegal.

## Geographische Lage
Gandiaye liegt im Nordwesten des Départements Kaolack auf halbem Weg zwischen den Regionalpräfekturen Kaolack und Fatick und damit mitten im Erdnussbecken des Senegal, fünf Kilometer nördlich der amphibischen Uferzone des Saloum-Unterlaufs, der hier unter Gezeiteneinfluss mit Schwemmland- und Inselbildung in einer Breite von bis zu sechs Kilometer nach Westen mäandriert.
Gandiaye liegt 136 Kilometer südöstlich von Dakar und 24 Kilometer nordwestlich von Kaolack.

## Geschichte
Das Dorf Gandiaye erlangte 1996 den Status einer Commune (Stadt).

## Bevölkerung
Nach den letzten Volkszählungen hat sich die Einwohnerzahl der Stadt wie folgt entwickelt:
| Jahr | Einwohner |
| ---- | --------- |
| 1988 | 5.175     |
| 2002 | 9.426     |
| 2013 | 13.819    |

## Verkehr

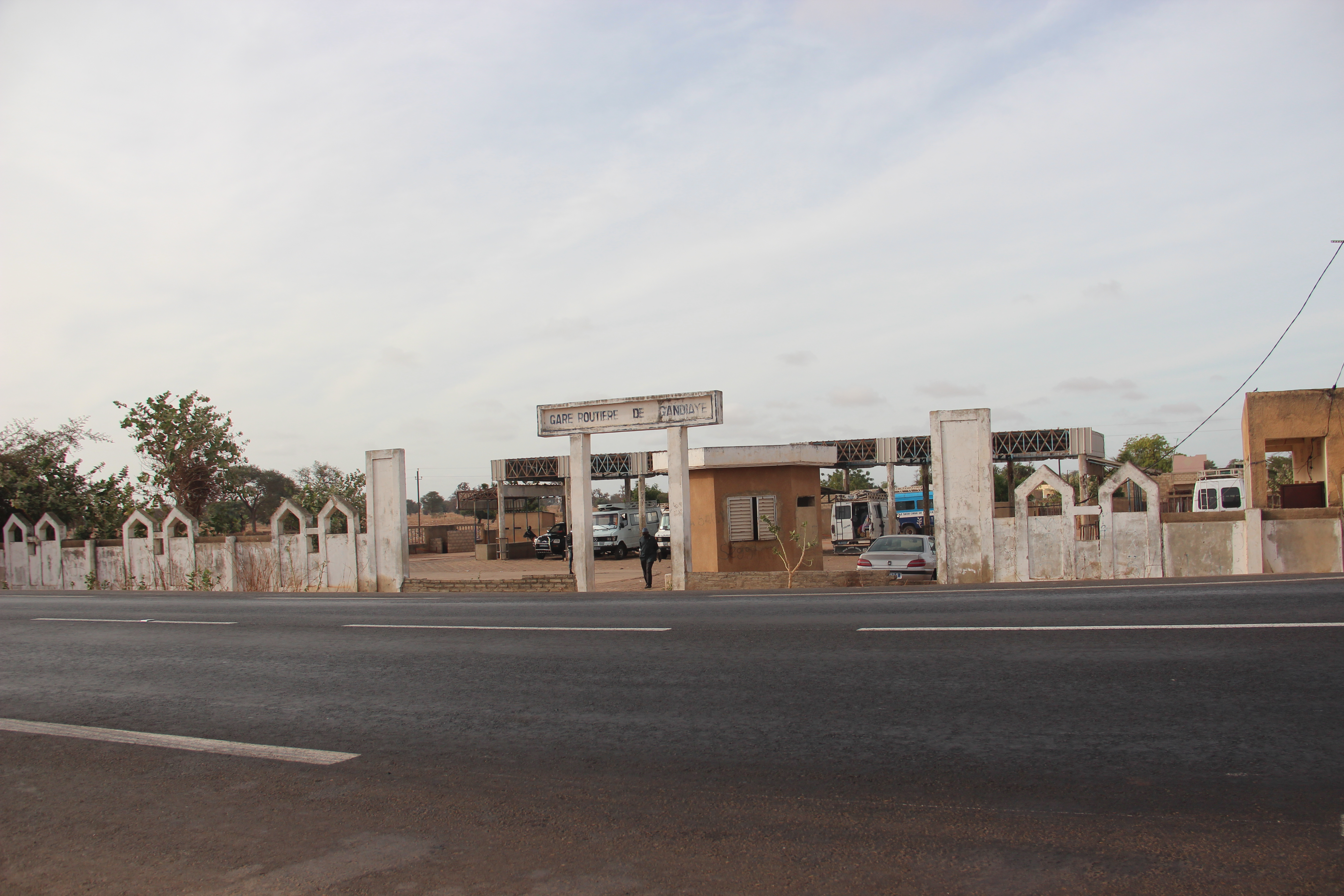
Busbahnhof in Gandiaye

Gandiaye liegt an der Nationalstraße N 1, die hier in einigem Abstand dem rechten nördlichen Ufer des Saloum folgt. Die N1 verbindet Dakar, Mbour und Fatick im Westen mit Kaolack, Kaffrine und Tambacounda im Osten und führt und weiter bei Kidira über die malische Grenze nach Kayes. 
Über die N1 ist Gandiaye mit dem 26 km entfernt gelegenen Flugplatz Kaolack und mit dem nationalen Luftverkehrsnetz verbunden.